# Browning M1919

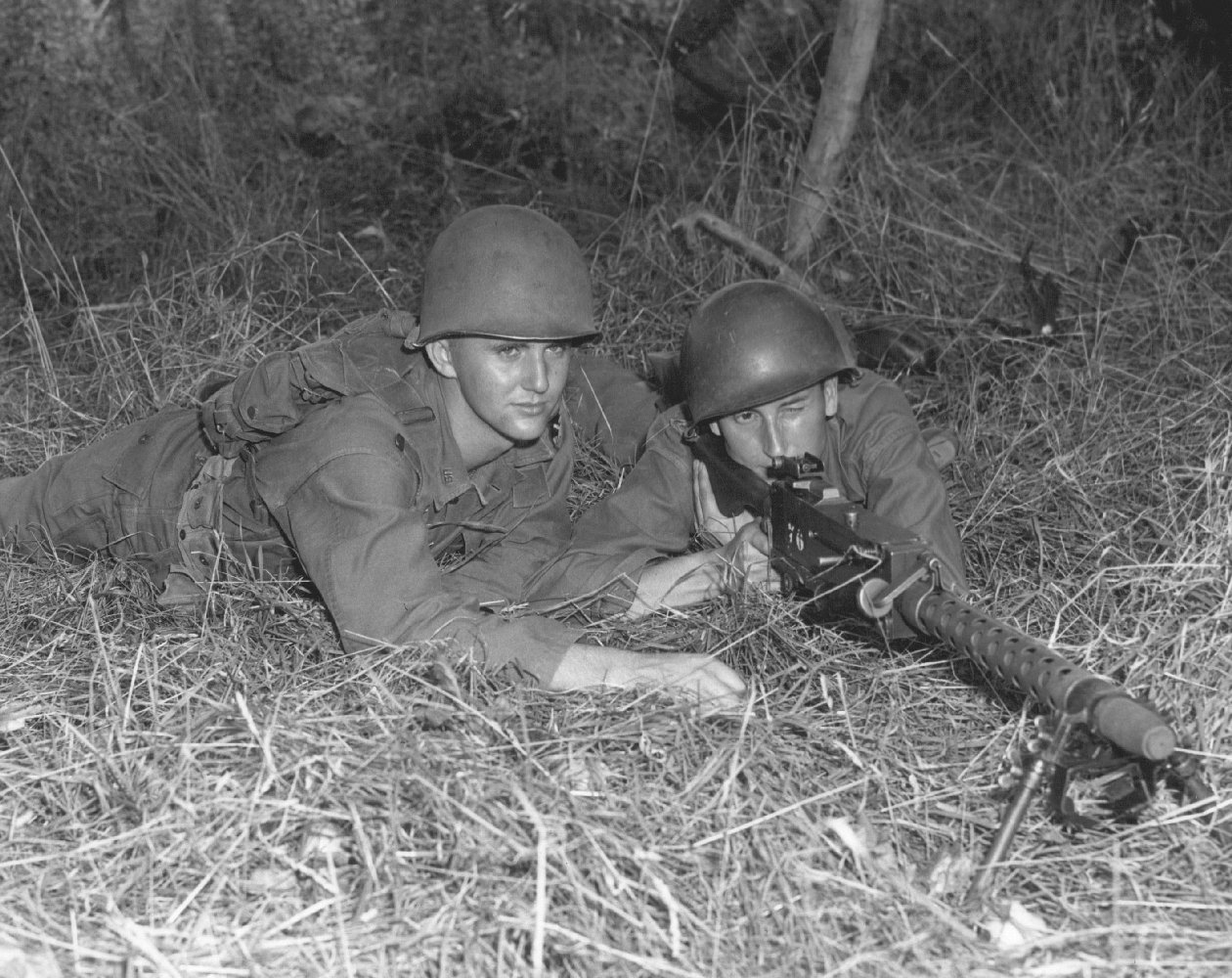
En M1919A6 med bipod.

Browning M1919 är en luftkyld kulspruta utvecklad av Browning Arms Company under första världskriget. Det är en vidareutveckling av den vattenkylda kulsprutan Browning M1917 och många delar är gemensamma för båda modellerna. Med moderna mått är det ett tungt och klumpigt vapen, men det är robust och pålitligt vilket är skälet till att det än idag används som beväpning på många stridsfordon, bland annat den svenska Stridsfordon 90.
Efter andra världskriget byggdes många vapen om till den nya standardkalibern 7,62 × 51 mm NATO.

## Varianter
- Den ursprungliga M1919 hade en tung pipa för att kunna skjuta kontinuerlig eldgivning på samma sätt som vattenkylda kulsprutor.
- M1919A1 hade en lättare pipa med tunnare gods för kortare eldgivning. Den konstruerades från början för att ersätta M1917 som beväpning på stridsvagnen Mark VIII.
- M1919A2 var en variant utvecklad för kavalleriförband och hade kortare pipa och en lättviktstripod.
- M1919A3 var M1919A2 som konverterats för fordonsmontage i samband med att de amerikanska kavalleriförbanden ersatte sina hästar med lastbilar.
- M1919A4 är den vanligaste och mest kända varianten. Den har en ny mantel med runda i stället för avlånga hål och andra förenklingar som gör den billigare att producera.
- M1919A5 har samma förbättringar som A4, men har ett förlängt manöverhandtag som gör den enklare att hantera när den är monterad i ett fordon.
- M1919A6 var ett försök att konvertera M1919 till en lätt kulspruta. Den försågs med kolv, bipod och bärhandtag, men den var trots det ett tungt och klumpigt vapen jämfört med de tyska motsvarigheterna MG34 och MG42.
- .30 cal AN/M2 var en variant tillverkad för att användas i flygplan. Både pipan och vapenlådan var tillverkade i tunnare material för att spara vikt. En rekylförstärkare gav den också en betydligt högre eldhastighet. AN/M2 finns i både vänster- och högermatade versioner och kan fjärrutlösas med en solenoidavtryckare. Den ska inte förväxlas med .50 cal AN/M2 och 20 mm AN/M2.
- M37 var en variant tillverkad för att användas i stridsvagnar. Den har samma förlängda manöverhandtag som M1919A5 och saknar dessutom sikte. Den har också använts som beväpning på helikoptrar.
- L3A1 och L3A2 är brittisktillverkade varianter i kaliber .303 British. A1 är avsedd för fast montage i fordon medan A2 är en infanteriversion motsvarande M1919A4.
- FN30-variant tillverkad av Fabrique Nationale i Belgien i kaliber 7,62 × 51 mm NATO.
- Ksp m/22 är en variant av AN/M2 tillverkad på licens i Sverige av Carl Gustafs stads gevärsfaktori. Sköt 6,5 × 55 mm & 8 × 63 mm.
- Ksp m/39 är en variant av M1919A4 tillverkad på licens i Sverige av Carl Gustafs stads gevärsfaktori.
- Ksp m/42 är en variant av M1919A6 tillverkad på licens i Sverige.

## Användare
- Australien
- Belgien
- Burundi
- Chile
- Colombia
- Costa Rica
- Danmark
- Dominikanska republiken
- El Salvador
- Filippinerna
- Frankrike
- Gabon
- Grekland
- Guatemala
- Haiti
- Iran
- Irland
- Israel
- Italien
- Kanada
- Liberia
- Luxemburg
- Mauretanien
- Mexico
- Panama
- Polen
- Portugal
- Rhodesia
- Spanien
- Storbritannien
- Sverige
- Sydafrika
- Sydkorea
- Sydvietnam
- Taiwan
- Tunisien
- USA
- Uruguay